# テレネットやしろ
テレネットやしろは、兵庫県加東市が運営していた旧社町をサービスエリアとするケーブルテレビ局である。加東市全域をサービスエリアとする加東ケーブルビジョンに統合された。
- 略称:TNY

## 放送センター所在地
- 兵庫県加東市木梨1134-58

## 沿革
- 2000年10月 広報やしろに社町有線テレビの計画が発表される。
- 2001年7月 情報センター局舎着工、同年11月伝送路工事着工。
- 2002年1月 社町有線テレビ施設の愛称を募集。同年5月「テレネットやしろ」に決定。
- 2002年7月 情報センター局舎竣工。
- 2003年4月 試験放送開始。
- 2003年11月 自主放送・文字放送の試験運用開始。
- 2004年3月18日 「テレネットやしろ」の竣工式
- 2004年4月1日 開局。
テレネットやしろ開局に伴い、オフトーク通信サービスが終了となった。
- 2006年3月 滝野町・社町・東条町の合併により「加東市」誕生、市営ケーブルテレビ局となる
- 2007年12月 地上デジタル放送再送信サービス開始。
- 2008年4月 加東市全域のケーブルテレビ設置完了。これにともない全市域のケーブルテレビサービスが加東ケーブルビジョンとして統合され、テレネットやしろ局舎はメインセンターとなる。

## サービスエリア
- 兵庫県加東市（旧社町）

## 主な放送チャンネル

### テレビ局
| アナログ | デジタル | 放送局                            |
| -------- | -------- | --------------------------------- |
| 1        | TV011    | NHK神戸総合                       |
| 12       | TV021    | NHK大阪教育                       |
| 3        | TV031    | サンテレビ                        |
| 4        | TV041    | 毎日放送                          |
| 6        | TV061    | 朝日放送                          |
| 8        | TV081    | 関西テレビ                        |
| 5        |          | テレビ大阪                        |
| 10       | TV101    | よみうりテレビ                    |
| 50       |          | お天気チャンネル                  |
| 51       |          | 放送大学テレビ                    |
| 31       |          | グリーンチャンネル                |
| 29       |          | NHK BS                            |
| 14       |          | 日経CNBC                          |
| 15       |          | スカイ・A sports+                 |
| 16       |          | スペースシャワーTV                |
| 17       |          | 時代劇専門チャンネル              |
| 18       |          | ムービープラス                    |
| 20       |          | キッズステーション                |
| 21       |          | 大人の趣味と生活向上◆アクトオンTV |
| 35       |          | 自主放送（行政）                  |
| 36       |          | 自主放送（コミュニティ）          |
| 37       |          | 文字放送                          |
| 38-48    |          | リクエストチャンネル              |

35チャンネルの「自主放送」は2006年4月より「加東市滝野ケーブルコミュニケーション」と同一番組制作体制となる。

### ラジオ局
| MHz  | 放送局       |
| ---- | ------------ |
| 80.2 | FM802        |
| 85.1 | FM OSAKA     |
| 82.9 | NHK神戸FM    |
| 79.0 | Kiss-FM KOBE |

放送チャンネル出典『広報やしろ 2004年6月号』